# Озеро Бельское с прилегающими лесами
Озеро Бельское с прилегающими лесами — памятник природы регионального (областного) значения Московской области, который включает ценные в экологическом, научном и эстетическом отношении природные комплексы, а также природные объекты, нуждающиеся в особой охране для сохранения их естественного состояния:
- леса — старовозрастные высокобонитетные еловые зеленомошные, еловые кисличные зеленомошные с лещиной и широколиственными породами;
- места произрастания и обитания редких видов растений, грибов и животных, занесённых в Красную книгу Московской области;
- отдельные объекты живой природы — крупные муравейники рыжих лесных муравьёв.

Памятник природы основан в 1987 году. Местонахождение: Московская область, Одинцовский городской округ, сельское поселение Ершовское, в 0,1 км к юго-востоку от деревни Фуньково, в 0,3 км к северу от села Ершово. Общая площадь памятника природы составляет 423,38 га. Памятник природы включает кварталы 15, 16, 25, 26 Звенигородского участкового лесничества Звенигородского лесничества.

## Описание
Территория памятника природы располагается в районе водораздельной поверхности бассейнов рек Сторожки (левый приток реки Москвы) и Беляны (правый приток реки Истры). Слабоволнистая моренно-водноледниковая равнина сочетается здесь с моренными холмами, образуя поверхности с уклонами 2—3 градуса. Местами отмечаются переувлажненные ложбины и западины. Абсолютные высоты на территории памятника природы изменяются от 193 м на его пониженной северо-восточной окраине до 207 м на вершине холма в юго-восточной части. Территория сложена моренными отложениями, которые по повышениям и понижениям перекрываются с поверхности, соответственно, покровными и водноледниковыми суглинками.
В относительно пониженной центральной части памятника природы находится переходное болото (Бельское болото), в значительной степени выработанное при добыче торфа в XX веке. На месте выработки образован обводненный торфяной карьер, окруженный сплавиной. При организации памятника природы карьер был назван «озеро Бельское». Карьер состоит из двух вытянутых с северо-востока на юго-запад водоемов глубиной 1,5 м, разделенных узкой невысокой грядой, сохранившейся наряду с останцовыми островами и полуостровами после торфодобычи. Длина северо-западного и юго-восточного водоемов, соответственно, 280 и 340 м, ширина — 115 и 105 м. Урез воды в торфяных карьерах находится на уровне 196 м над уровнем моря. У болота, окружающего торфяной карьер, местами расположены старые заросшие дренажные канавы и каналы. Один из наиболее крупных каналов, направленный на юго-восток от водоема, имеет ширину 3—5 м и глубину до 0,5 м.
В почвенном покрове территории преобладают дерново-подзолистые, а на участках слабого дренажа и понижений рельефа — дерново-подзолисто-глеевые почвы. На болоте отмечаются торфяные олиготрофные и торфяные эутрофные почвы.

### Флора и растительность
На территории памятника природы распространены следующие основные растительные сообщества: старовозрастные высокобонитетные еловые зеленомошные насаждения, еловые кисличные зеленомошные леса с лещиной и широколиственными породами, переходное сфагновое болото.
Леса вокруг Бельского болота с карьером в кварталах 15 и 25 представлены старыми ельниками кисличными с примесью березы и широколиственных пород и небольшими участками широколиственных лесов с участием дуба, а в кварталах 16, 25 и 26 — старыми березняками и осинниками.
В старовозрастном еловом кисличном зеленомошном сомкнутом (0,6—0,8) лесу с небольшой примесью березы отмечен подрост дуба, а также осины и рябины. Кустарниковый ярус разрежен; в данном ярусе произрастают: калина, крушина, лещина, малина, бересклет бородавчатый, волчеягодник обыкновенный или волчье лыко (редкий и уязвимый вид, не включенный в Красную книгу Московской области, но нуждающийся на территории области в постоянном контроле и наблюдении), жимолость лесная, изредка встречается бузина красная, единично — ирга колосистая. В травяном покрове доминирует кислица обыкновенная; также встречаются: копытень европейский, живучка ползучая, зеленчук жёлтый, гравилат речной, щитовники мужской и картузианский, кочедыжник женский, мерингия трехжилковая, черника, ожика волосистая, мицелис стенной, будра плющевидная, майник двулистный, гравилат городской, звездчатка средняя, звездчатка жестколистная, ландыш майский, осока пальчатая, ястребинка зонтичная, вороний глаз, марьянник дубравный, щучка дернистая, костяника, вейник тростниковидный (лесной), вербейник монетчатый, чина весенняя, земляника лесная, лютик кашубский. В моховом покрове доминирует плеврозиум Шребера.
Местами в еловых лесах встречаются единичные плодоносящие экземпляры дуба, на таких участках больше лещины, а в травостое появляются медуница неясная, коротконожка перистая, фиалка удивительная, сныть обыкновенная, осока волосистая. Здесь на стволе старых осин растет мох — некера перистая, а на валежине — гриб ежовик коралловидный; оба этих вида занесены в Красную книгу Московской области.
В лесах квартала 25 на участках с усыхающими елями, поврежденными короедом, много высокой лещины, местами образующей сомкнутый полог. В травяном покрове преобладают виды дубравного широкотравья.
Большие площади в лесах памятника природы заняты высокоствольными старовозрастными березняками и осинниками с елью, а иногда и дубом во втором ярусе, с хорошо развитым кустарниковым ярусом, образованным зарослями лещины, с небольшим участием крушины и калины. Изредка здесь встречается волчеягодник обыкновенный, или волчье лыко. В подросте: береза, дуб, клен, осина, липа и ель. Травостой представлен копытнем европейским, ландышем майским, ожикой волосистой, пальчатокоренником Фукса (редкий и уязвимый вид, не включенный в Красную книгу Московской области, но нуждающийся на территории области в постоянном контроле и наблюдении), звездчаткой жестколистной, живучкой ползучей, костяникой, снытью, осокой волосистой, медуницей неясной.
Здесь же встречаются участки елово-березовых лесов с дубом с лещиной с подростом из дуба и клёна, с бересклетом бородавчатым, жимолостью лесной и калиной в кустарниковом ярусе. В числе доминантов травяного яруса — осока волосистая, ландыш, кочедыжник женский, сивец луговой, медуница неясная, копытень, зеленчук, встречаются брусника, мицелис, колокольчик раскидистый, норичник шишковатый, фиалка удивительная, буквица лекарственная, марьянник дубравный, вербейники монетчатый и обыкновенный, овсяница высочайшая, герани лесная и болотная, черноголовка, зверобой пятнистый, вероника дубравная, лапчатка прямостоячая или калган и другие лугово-лесные виды. Ближе к СТ «Мосфильм-2» в юго-восточной части памятника природы обильны малина и крапива двудомная.
По границам памятника природы массива леса засорены недотрогой железистой и крапивой двудомной, на опушках много люпина. Сырые западины, дороги и просеки зарастают лютиком ползучим, щучкой дернистой, горцами перечным и птичьим, подорожником большим, чередой трехраздельной и черноголовкой.
Заросший сплавиной и заполненный водой торфяной карьер разделен посередине узкой грядой, проходящей с северо-востока на юго-запад, которая практически не поднимается над уровнем сфагнового покрова.
По краю леса и сплавины располагаются заросли ивы пепельной с ситниками нитевидным и развесистым, вейником сероватым и сабельником болотным, которые встречаются и дальше на сфагновой сплавине. С восточной стороны карьера примыкает участок переходного кочкарного сфагнового болота с багульником, пушицей влагалищной, голубикой, черникой и подбелом.
Открытая сплавина наряду со сфагновыми мхами образована осокой вздутой и болотными кустарничками — миртом болотным и подбелом. Здесь растут пушицы влагалищная и многоколосковая, росянка круглолистная, марьянник луговой, клюква болотная, вербейник обыкновенный, осока топяная, которая местами образует заросли по самому берегу карьера, топкие места заняты сабельником болотным, вахтой трехлистной и белокрыльником болотным. На сплавине отмечена также шейхцерия болотная, занесенная в Красную книгу Московской области. С южной стороны почти к воде подходят невысокие березы, на кочках у стволов которых растут багульник, мирт болотный, черника, голубика и клюква. С восточной стороны карьера расположены густые заросли тростника с миртом болотным и клюквой на сфагнуме, а в более топких местах — с белокрыльником, вахтой и рогозом широколистным.
В акватории карьера много кувшинки белоснежной (редкий и уязвимый вид, не включенный в Красную книгу Московской области, но нуждающийся на территории области в постоянном контроле и наблюдении), в мелких хорошо прогреваемых бочажках с водой на перемычке и по восточному краю сплавины растут ряска малая и пузырчатка обыкновенная, а также пузырчатка промежуточная, занесенная в Красную книгу Московской области. Вокруг мочажин с водой осока вздутая, череда, подбел, росянка, кизляк кистецветный.

### Фауна
Животный мир памятника природы отличается хорошей сохранностью и репрезентативностью для соответствующих природных сообществ Московской области. Всего здесь отмечено обитание 37 видов наземных позвоночных животных, в том числе одного вида амфибий, одного вида рептилий, 30 видов птиц и пяти видов млекопитающих.
Основу фаунистического комплекса наземных позвоночных животных составляют виды, характерные для хвойных и смешанных лесов Центральной России. Отсутствие синантропных видов свидетельствует о высокой степени сохранности и целостности природного комплекса.
В границах памятника природы выделяются три основных зоокомплекса (зооформации): зооформация лесных местообитаний, зооформация водно-болотных местообитаний, зооформация лугово-опушечных местообитаний.
Зооформация лесных местообитаний, представленных в пределах памятника природы еловыми лесами с участием мелколиственных и широколиственных пород, а также участками спелого мелколиственного леса, включает как таёжные виды позвоночных животных, так и виды лиственных лесов. Здесь обитают обыкновенный крот, обыкновенная белка, рыжая полевка, вяхирь, обыкновенная кукушка, большой пестрый дятел, обыкновенная иволга, ворон, крапивник, славка-черноголовка, пеночка-весничка, пеночка-теньковка, пеночка-трещотка, желтоголовый королек, мухоловка-пеструшка, малая мухоловка, зарянка, чёрный дрозд, белобровик, певчий дрозд, пухляк, обыкновенная лазоревка, большая синица, обыкновенный поползень, зяблик. В лесных сообществах памятника природы, преимущественно в его западной части, отмечены многочисленные муравейники рыжих лесных муравьев; высота некоторых из них достигает 1,2 м, а диаметр у основания — 2 м.
Зооформация водно-болотных местообитаний — вторично заболачивающихся карьеров торфоразработок — включает гнездящиеся виды птиц — крякву, черныша и камышовую овсянку. В качестве кормовых угодий водно-болотные объекты используются сизой чайкой и серой цаплей. В период миграций в окрестностях Бельского болота отмечается серый журавль — вид, занесенный в Красную книгу Московской области.
По лесным опушкам наиболее часто встречаются: обыкновенная бурозубка, обыкновенная лисица, лесной конек, пустельга (редкий и уязвимый вид, не включенный в Красную книгу Московской области, но нуждающийся на территории области в постоянном контроле и наблюдении), живородящая ящерица, а также ряд видов бабочек, в том числе — редких и охраняемых в области: виды, занесенные в Красную книгу Московской области — махаон, медведица-госпожа; редкие и уязвимые виды, не включенные в Красную книгу Московской области, но нуждающиеся на территории области в постоянном контроле и наблюдении — голубянка-икар, глазок черно-бурый, воловий глаз, малый ленточник, павлиний глаз, большая лесная перламутровка.
Как в лесных, так и водно-болотных местообитаниях отмечается травяная лягушка, тяготеющая к водоемам только в период размножения.

## Объекты особой охраны памятника природы
Охраняемые экосистемы: старовозрастные высокобонитетные еловые зеленомошные насаждения, еловые кисличные зеленомошные леса с лещиной и широколиственными породами; переходное сфагновое болото, сфагновая сплавина.
Места произрастания и обитания охраняемых в Московской области, а также иных редких и уязвимых видов растений, грибов и животных, зафиксированных на территории памятника природы.
Охраняемые в Московской области, а также иные редкие и уязвимые виды растений:
- виды, занесенные в Красную книгу Московской области: пузырчатка промежуточная, шейхцерия болотная, некера перистая;
- виды, являющиеся редкими и уязвимыми таксонами, не включенные в Красную книгу Московской области, но нуждающиеся на территории Московской области в постоянном контроле и наблюдении: кувшинка белоснежная, волчеягодник обыкновенный или волчье лыко, пальчатокоренник Фукса.

Охраняемый в Московской области вид грибов, занесенный в Красную книгу Московской области: ежовик коралловидный.
Охраняемые в Московской области, а также иные редкие и уязвимые виды животных:
- виды, занесенные в Красную книгу Московской области: серый журавль, махаон, медведица-госпожа;
- виды, являющиеся редкими и уязвимыми таксонами, не включенные в Красную книгу Московской области, но нуждающиеся на территории Московской области в постоянном контроле и наблюдении: пустельга, голубянка-икар, глазок черно-бурый, воловий глаз, малый ленточник, павлиний глаз, большая лесная перламутровка.

Отдельные объекты живой природы: крупные муравейники рыжих лесных муравьев.